# Carl Deichman
Carl Deichman (1700 – 21. april 1780) var en dansk jernværksejer og samler af videnskabelige og historiske materialer.
Carl Deichman blev født i Odense, hvor faderen, Bartholomæus Deichman, dengang var stiftsprovst. Han fik en omhyggelig opdragelse i hjemmet, blev først page og 1726 hofjunker ved Frederik 4.’s hof, hvor han forblev til kongens død i 1730, derpå auskultant i Bergværksdirektoriet på Kongsberg og 1733 assessor i Overhofretten i Norge samt virkelig kancelliråd. Efter at have fået en arv efter farbroderen, admiral Evert Deichman, blev han og hans ældre broder Vilhelm Deichman 1734-41 medejere i Fossums og Bolvigs jernværker ved Skien i forening med familien Løvenskiold, som afkøbte dem deres andel. Fra 1753 var de en tid lang medejere i Ejdsfos jernværk.
Begge brødre var bosatte i Porsgrund, hvor navnlig Carl Deichmann beskæftigede sig med sine videnskabelige samlinger i forskellige retninger og til dels med videnskabeligt forfatterskab og litterær korrespondance, f.eks. med Hans Gram, Henrik Hielmstierne, Peter Frederik Suhm, Jacob Langebek og Gerhard Schøning. 1750 blev Carl Deichman medlem af Det kongelige danske Selskab for Fædrelandets Historie og 1758 af Videnskabernes Selskab.
Efter at broderen Vilhelm, der havde titel af kammerråd, var død ugift i Porsgrund 26. februar 1769, blev Carl Deichman i følge deres gensidige testamente af 20. februar samme år eneejer af den ikke ubetydelige fælles formue og samlingerne af bøger og naturalier. Disse sine samlinger (bøger, manuskripter, natur- og kunstgenstande, mønter,
oldsagerr osv.) skænkede Deichman ved testamente af 28. februar 1780 til offentlig brug i Christiania sammen med en kapital af 2000 rigsdaler til bibliotekets forøgelse. Dette, der åbnedes 1785 og siden ved gaver og på anden måde er vokset betydelig, er nu et kommunebibliotek kaldet Deichmanske bibliotek for Oslo under bestyrelse af sammes magistrat og formandskab.
Deichman har, foruden de af ham selv udgivne afhandlinger af mineralogisk og historisk indhold, efterladt ikke få interessante optegnelser i sine trykte bøger og andensteds, for
det meste af specialhistorisk indhold, hvoraf en del senere er trykt, f.eks. i Meddelelser fra det norske Rigsarkiv, bind I.
Han afgik ved døden i Porsgrund 1780 som ugift.